# Terpní
Terpní, en grec moderne : Τερπνή, est un village du dème de Bisaltie, district régional de Serrès, en Macédoine-Centrale, Grèce.
Selon le recensement de 2011, la population du village s'élève à 2 169 habitants.